# Al-Ahram International
Le tournoi Al-Ahram International est un tournoi de squash qui se tient devant les Pyramides de Gizeh du Caire. Il fait partie du PSA World Series, catégorie la plus prestigieuse du PSA World Tour.

## Histoire
La création du tournoi remonte à l'année 1996 quand l'écrivain Ibrahim Hegazi décide d'installer un court en plexiglas devant les pyramides en dépit du risque de vent et de poussières. Tous les espoirs du pays sont portés par Ahmed Barada 29e mondial et champion du monde junior qui est défait en finale par l'invincible Jansher Khan, alors septuple champion du monde, après un parcours brillant où il élimine le numéro 2 mondial en quart de finale, l'Australien Rodney Eyles puis se qualifie pour la finale au détriment de l'Anglais Chris Walker (7e mondial). Cette épopée fait de lui un héros national et inspire toute une génération qui dominera ensuite le squash mondial.

## Palmarès

### Hommes
| Année | Champion                                                  | Finaliste                                                 | Score en finale                                           |
| ----- | --------------------------------------------------------- | --------------------------------------------------------- | --------------------------------------------------------- |
| 2016  | Karim Abdel Gawad                                         | Ali Farag                                                 | 11-4, 11-7, 11-5                                          |
| 2015  | Pas de compétition                                        | Pas de compétition                                        | Pas de compétition                                        |
| ...   | Pas de compétition                                        | Pas de compétition                                        | Pas de compétition                                        |
| 2007  | Pas de compétition                                        | Pas de compétition                                        | Pas de compétition                                        |
| 2006  | Pas de compétition à cause des championnats du monde 2006 | Pas de compétition à cause des championnats du monde 2006 | Pas de compétition à cause des championnats du monde 2006 |
| 2005  | Pas de compétition                                        | Pas de compétition                                        | Pas de compétition                                        |
| ...   | Pas de compétition                                        | Pas de compétition                                        | Pas de compétition                                        |
| 2002  | Pas de compétition                                        | Pas de compétition                                        | Pas de compétition                                        |
| 2001  | Peter Nicol                                               | Jonathon Power                                            | 15-8, 17-15, 15-12                                        |
| 2000  | Peter Nicol                                               | Ahmed Barada                                              | 15-14, 9-15, 15-3, 15-12                                  |
| 1999  | Pas de compétition à cause des championnats du monde 1999 | Pas de compétition à cause des championnats du monde 1999 | Pas de compétition à cause des championnats du monde 1999 |
| 1998  | Ahmed Barada                                              | Martin Heath                                              | 15-5, 15-17, 15-13, 13-15, 15-1                           |
| 1997  | Peter Nicol                                               | Jansher Khan                                              | 12-15, 15-14, 15-12, 15-11                                |
| 1996  | Jansher Khan                                              | Ahmed Barada                                              | 15-4, 15-11, 15-8                                         |

### Femmes
| Année | Championne                                                | Finaliste                                                 | Score en finale                                           |
| ----- | --------------------------------------------------------- | --------------------------------------------------------- | --------------------------------------------------------- |
| 2016  | Raneem El Weleily                                         | Nour El Sherbini                                          | 11-5, 11-9, 9-11, 9-11, 11-7                              |
| 2015  | Pas de compétition                                        | Pas de compétition                                        | Pas de compétition                                        |
| ...   | Pas de compétition                                        | Pas de compétition                                        | Pas de compétition                                        |
| 2002  | Pas de compétition                                        | Pas de compétition                                        | Pas de compétition                                        |
| 2001  | Sarah Fitz-Gerald                                         | Cassie Campion                                            | 9-3, 9-1, 9-1                                             |
| 2000  | Leilani Joyce                                             | Carol Owens                                               | 8-10, 9-7, 9-5, 3-9, 9-5                                  |
| 1999  | Pas de compétition à cause des championnats du monde 1999 | Pas de compétition à cause des championnats du monde 1999 | Pas de compétition à cause des championnats du monde 1999 |
| 1998  | Michelle Martin                                           | Cassie Jackman                                            | 9-5, 9-3, 9-2                                             |
| 1997  | Sarah Fitz-Gerald                                         | Michelle Martin                                           | 9-3, 9-3, 9-0                                             |